# Rieselfilter
Der Rieselfilter, auch Emerser Rieselfilter ist ein Typ von Aquariumfilter, der zu den Außenfiltern zählt.

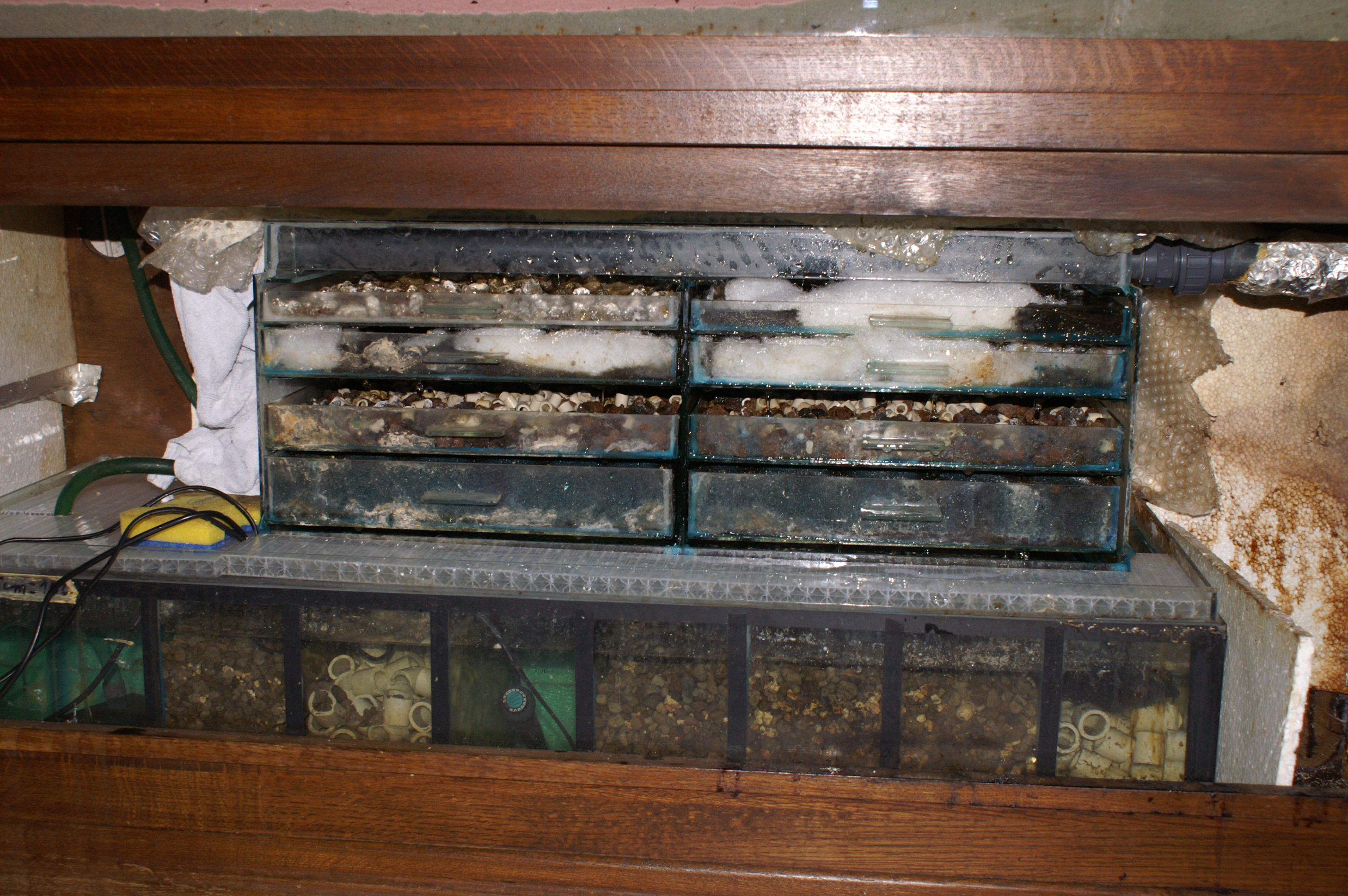
Rieselfilter

Rieselfilter werden über dem Becken installiert. Nach oben gepumptes Wasser rieselt von oben auf eine Reihe mit Löchern versehener Schalen, in denen sich unterschiedliche Filtermaterialien befinden. Das Wasser tropft anschließend wie Regen auf die Wasseroberfläche des Aquariums. Der Vorteil dieses Filters besteht darin, dass die Filtermaterialien nie gänzlich von Wasser bedeckt sind und sich somit aerobe Bakterien ansiedeln können, die den Abbau von Stoffen wie Ammonium und Nitrit unterstützen.
Der Rieselfilter ist aufwändig zu installieren. Sie sind heute weitgehend durch die elektrischen Außenfilter abgelöst, die als Topffilter aufgebaut sind. Der ihm am nächsten kommende Filtertyp ist der Sandfilter.